# DEA AG
Deutsche Erdöl-Aktiengesellschaft (DEA) é uma companhia petrolífera sediada em Hamburgo, Alemanha.

## História
A companhia foi estabelecida primariamente como RWE DEA.